# 彼得羅-斯維斯圖諾韋 (扎波羅熱州)
48°6′49″N 35°11′11″E / 48.11361°N 35.18639°E
彼得羅-斯維斯圖諾韋（烏克蘭語：Петро-Свистунове）是位於烏克蘭東南部的村莊，由扎波羅熱州扎波羅熱区的彼得羅-米哈伊利夫卡市鎮負責管轄。該村始建於1779年，面積0.64平方公里，2001年人口267，人口密度每平方公里415.2人。